# Història de l'escriptura

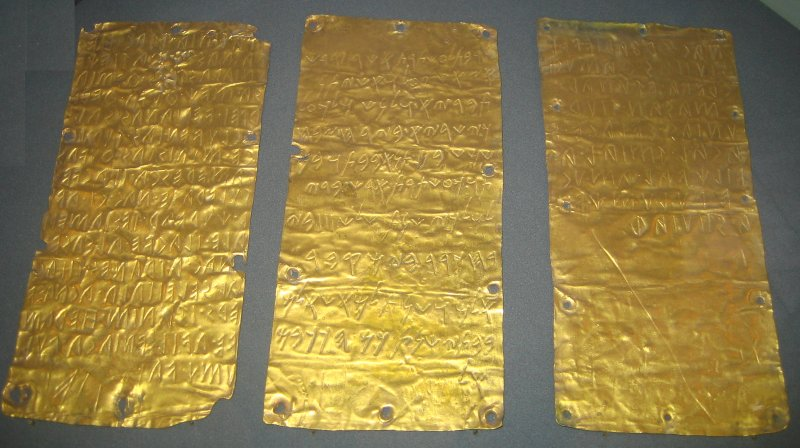
Taules d'or amb escriptures etrusca i fenícia, del

La història de l'escriptura estudia el desenvolupament de llenguatges d'expressió per mitjà de lletres o altres marques. La història de com han anat evolucionant els sistemes de representació gràfica de llengües en diferents civilitzacions, o sistemes d'escriptura, pot incloure també els de protoescriptura, sistemes que usen símbols antics o ideogrames. Una de les formes d'escriptura més antiga és la cuneïforme.
L'escriptura existeix des de fa uns 5.300 anys. Va aparèixer en diferents formes almenys en cinc o sis focus de civilitzacions amb llarg domini de l'agricultura i el desenvolupament urbà: a Mesopotàmia cap a 3300 aC, a Egipte cap al 3200 aC, a Xipre cap al 2200 aC, a Creta cap al 1900 aC, a la Xina cap al 1400 aC i a l'Amèrica central cap al 900 aC. Aquests escrits van donar lloc a gairebé tots els sistemes gràfics actualment coneguts. El primer idioma escrit del que es té notícia és el sumeri. Els estudis històrics relacionats amb l'escriptura són la paleografia i l'epigrafia.
La història de l'alfabet, és a dir, la història dels sistemes estandarditzats de grafemes escrits bàsics (anomenats lletres) que representen fonemes (unitats de sons que distingeixen paraules), comença a l'antic Egipte, més d'un mil·lenni després d'haver començat la història de l'escriptura.

## Possibles orígens
L'origen de l'escriptura s'ha donat de manera fractal en diferents punts del planeta, per la qual cosa no n'hi ha un únic origen sinó diversos orígens en diferents civilitzacions que no sempre han estat en contacte entre si. D'altra banda, poc se sap avui d'aquests mateixos orígens, o d'alguns d'ells, i el coneixement se'n basa en teories i suposicions.

### Derivació d'un sistema numèric
Alguns atribueixen l'origen de les primeres escriptures a les transaccions econòmiques o comercials entre terres remotes que requeria l'establiment de contractes. Aquests van ser boles buides d'argila adjuntant petites pedres i petites figures d'argila (greda) que simbolitzen el nombre de tres maneres: boles, cons i cilindres, que s'afegien a les figures convencionals per determinar les coses intercanviades. En cas de controvèrsia, la bola seca que tenia el segell de control es trencava, i es comparaven les pedretes i la quantitat lliurada.
Aquestes operacions es van fer més complexes, el sistema de càlculs es va mantenir, però per recordar el contingut del contracte, els signes es van escriure fora de la bola de fang encara fresca, amb la finalitat d'indicar el seu contingut, tant en quantitat (nombre) i qualitat (les coses). Per a fer aquests signes, s'utilitzava un pal més aviat prim anomenat càlam. Un extrem del càlam es retallava en un angle o cantonada, l'altre extrem es tallava quadrat, així l'objecte permetia dibuixar falques, rodones i cilindres representant aquests càlculs, i dibuixant les formes convencionals.
Sembla que el sistema va evolucionar aleshores cap a l'ús d'una planxa plana de fang en què ambdues cares s'utilitzaven per a dibuixar (escriure) el contingut del contracte.

### Derivació de símbols
És possible pensar que l'origen, o alguns orígens, en vindrien de procediments derivats dels símbols naturalistes amb diversos valors, ja siguin ideogràfics (la idea és transmesa per un grafema), ja siguin logogràfics (una paraula que designa un objecte concret es representa per un únic signe), o sil·labogràfics (cada grafema representa una síl·laba) o purament fonètics (el signe val per un so únic).
És possible que en l'edat del bronze a finals del IV mil·lenni aC, és a dir, a finals del Neolític, en particular a Egipte i la Xina, però també a Creta, el mateix signe, en funció del context, podia significar una idea o un objecte o una síl·laba. El suport original d'aquesta escriptura més abstracta no és l'argila, a diferència de l'escriptura cuneïforme, sinó que es podia pintar o dibuixar sobre papir o altre tipus de paper o pell, i podia decorar les parets en forma d'escultura i pintura, o podia estar com una incisió en gerros de pedra o metall, o joies.

## Primers sistemes d'escriptura
Generalment es creu que el primer sistema en va ser l'escriptura sumèria que va originar l'escriptura cuneïforme. Els jeroglífics egipcis són aproximadament de la mateixa època. Altres sistemes d'escriptura primerencs, probablement influïts per aquestes innovacions, i que encara no s'han pogut desxifrar, són el protoelamita i el de la vall de l'Indus (tot i que la condició de sistema d'escriptura d'aquest últim no està gens clara). De manera semblant, no és clar si l'anomenada escriptura vinca de finals del Neolític hauria de considerar-se una mena de protoescriptura o si era purament ornamental. El primer alfabet apareix al voltant del 2000 aC. L'escriptura xinesa pot haver evolucionat independentment al voltant del 1200 aC. A Amèrica els sistemes d'escriptura precolombins, que inclouen almenys el maia i l'asteca, es considera que també van evolucionar independentment.
A l'Europa antiga destaca el fet que a Siracusa i Atenes s'utilitzà l'escriptura en el sistema de votació popular per a decidir si desterrar o no ciutadans, i s'escrivia sobre fulles de plantes i escorces d'arbres.

## Xina
A la Xina, els historiadors han trobat molta informació sobre les primeres dinasties xineses a partir dels documents escrits que han perdurat. La major part dels escrits de la dinastia Shang han arribat a nosaltres en forma d'ossos o accessoris de bronze. Les osques sobre closques de tortuga o «jiaguwen» han estat datades amb la prova de carboni cap al 1500 aC.
Els historiadors s'han adonat que el tipus de material utilitzat tenia un efecte sobre el que es volia documentar i el mode en el qual s'utilitzava. Hi ha hagut recentment descobertes d'osques sobre closques de tortuga del 6000 aC, com l'escriptura de Jiahu i l'escriptura de Banpo, però existeix polèmica sobre si aquestes osques tenen suficient complexitat per ser considerades un sistema d'escriptura. Si s'afirma que és una llengua escrita, l'escriptura a la Xina antecediria a l'escriptura cuneïforme mesopotàmica, la qual fa temps que es reconeix com la primera aparició de l'escriptura, en uns 2.000 anys. Tanmateix, sembla que les inscripcions siguin més aviat una forma de protoescriptura similar a l'escriptura vinca contemporània a Europa. Les mostres irrefutables d'escriptura a la Xina són a la ratlla del 1600 aC.

## Mesoamèrica
Una llosa de pedra amb 3.000 anys amb signes d'escriptura va ser descoberta a l'estat mexicà de Veracruz, i és un exemple de l'escriptura més antiga del continent americà que precedeix a la més antiga de Zapoteca, amb escrits datats al voltant del 500 aC.
De diversos escrits precolombins de Mesoamèrica, el que sembla haver estat millor desenvolupat, i l'únic que ha estat desxifrat, és el glif Maia. Les primeres inscripcions maies identificades estan datades del segle iii aC, i l'escriptura va continuar en ús fins poc després de l'arribada dels conqueridors espanyols al segle xvi. L'escriptura maia utilitzava logogrames i es complementava amb un conjunt de glifs sil·làbics, una cosa similar en funció de l'escriptura moderna japonesa.

## Edat del ferro

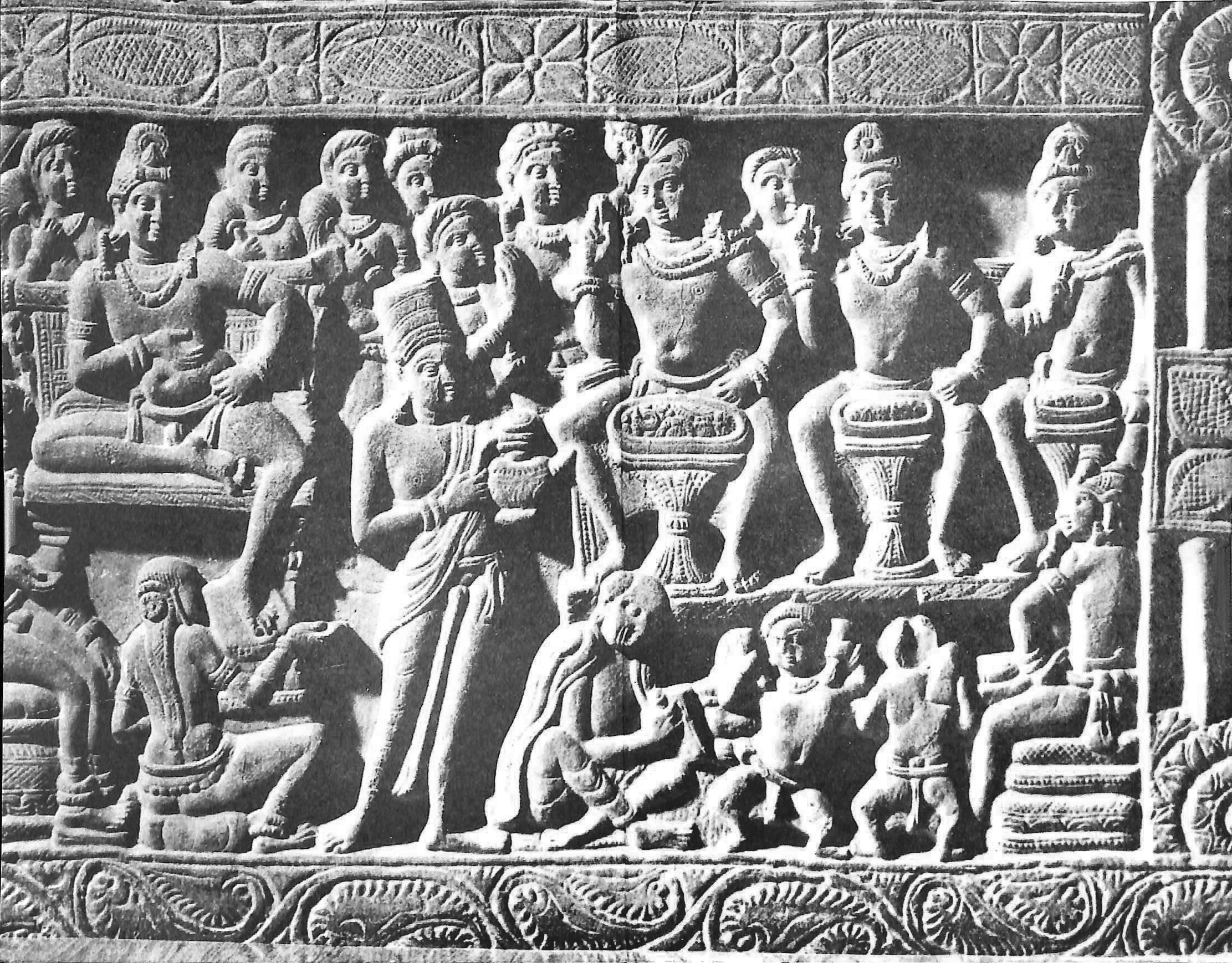
Una escultura que representa tres endevins que interpreten un somni de la reina Maya, mare de Buda, per al rei Suddhodana. Sota d'ells, un escriba assegut enregistra la interpretació. De Nagarjunakonda, segle II AD

L'alfabet fenici va donar lloc als alfabets arameu i grec. La majoria dels sistemes d'escriptura utilitzats a l'Àfrica-Euràsia descendeixen de l'arameu o del grec. L'alfabet grec va ser el primer a introduir lletres que representaven sons vocàlics. Aquest i el seu descendent en l'alfabet llatí van donar lloc a diverses escriptures europees durant els primers segles de la nostra era, incloent-hi els alfabets rúnic, gòtic i ciríl·lic. L'alfabet arameu va evolucionar cap a les escriptures brahmàniques de l'Índia, així com als abjads hebreu, àrab i siríac, amb descendents que s'han estès fins a l'escriptura mongola. L' alfabet sud-aràbic va donar lloc a l'abugida amhàric.

### Alfabets grecs

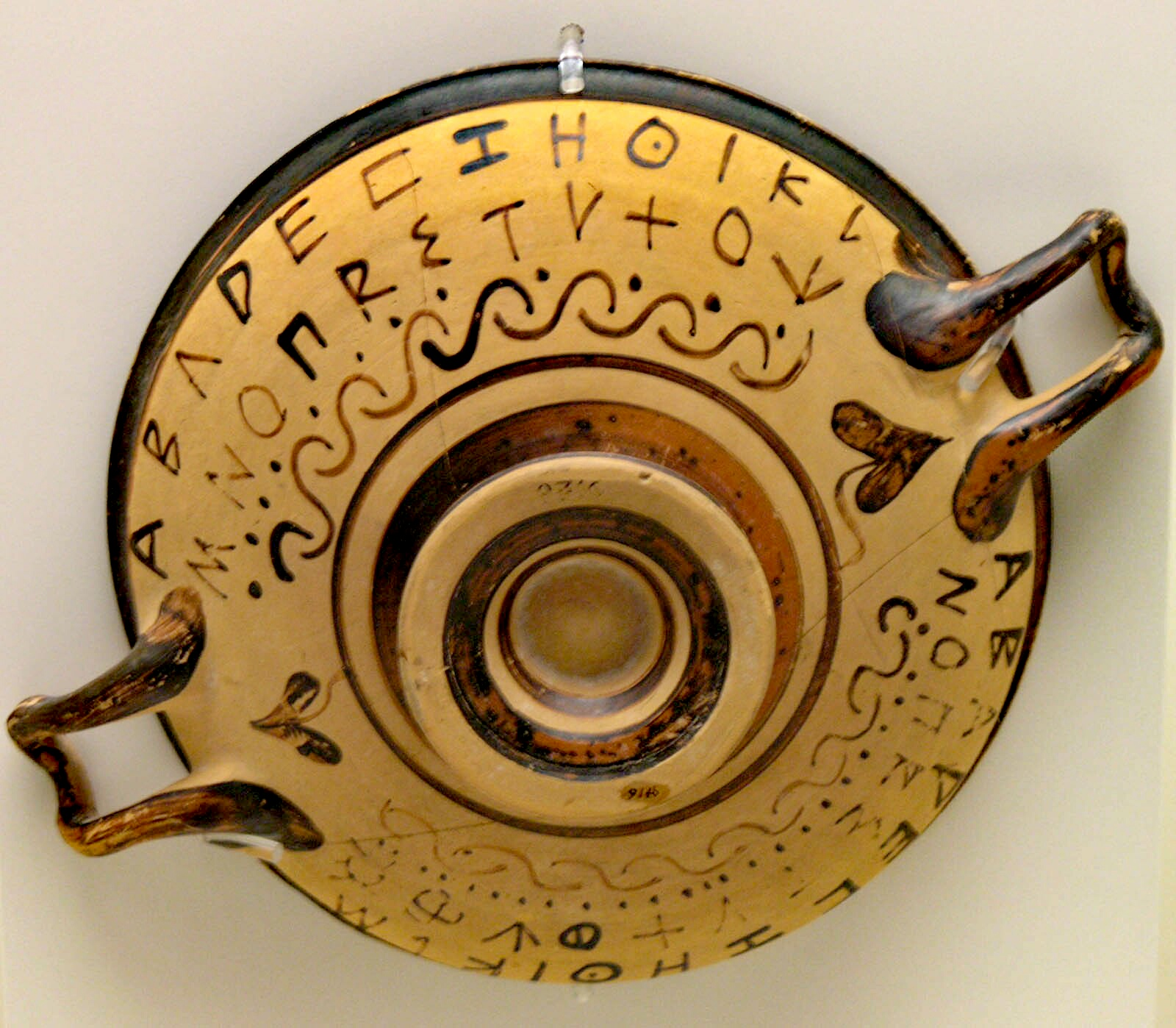
Inscripcions en ceràmica de figures negres utilitzant l'alfabet grec antic – Museu Arqueològic Nacional, Atenes

La història de l'alfabet grec va començar ja al segle VIII aC, quan els grecs van adaptar l'alfabet fenici per al seu propi ús. Les lletres de l'alfabet grec generalment es corresponen visualment amb les de l'alfabet fenici, i ambdues van arribar a estar disposades seguint el mateix ordre alfabètic. Els que van adaptar el sistema fenici van afegir tres lletres al final de la sèrie. Es van desenvolupar diverses varietats de l'alfabet grec. Un, conegut com l'alfabet de Cumes, s'utilitzava a l'oest d'Atenes i al sud d'Itàlia. L'altra variació, coneguda com a grec oriental, s'utilitzava a l'actual Turquia i pels atenesos, i finalment la resta del món que parlava grec va adoptar aquesta variació. Després d'escriure primer de dreta a esquerra, com els fenicis, els grecs finalment van optar per escriure d'esquerra a dreta. De vegades, però, l'escriptor començava la línia següent on acabava l'anterior, de manera que les línies es llegien alternativament d'esquerra a dreta, després de dreta a esquerra, i així successivament. Això es coneix com a escriptura bustrofèdon, que imitava el camí d'una arada tirada per un bou, i es va utilitzar fins al segle VI.

### Alfabets itàlic i llatí

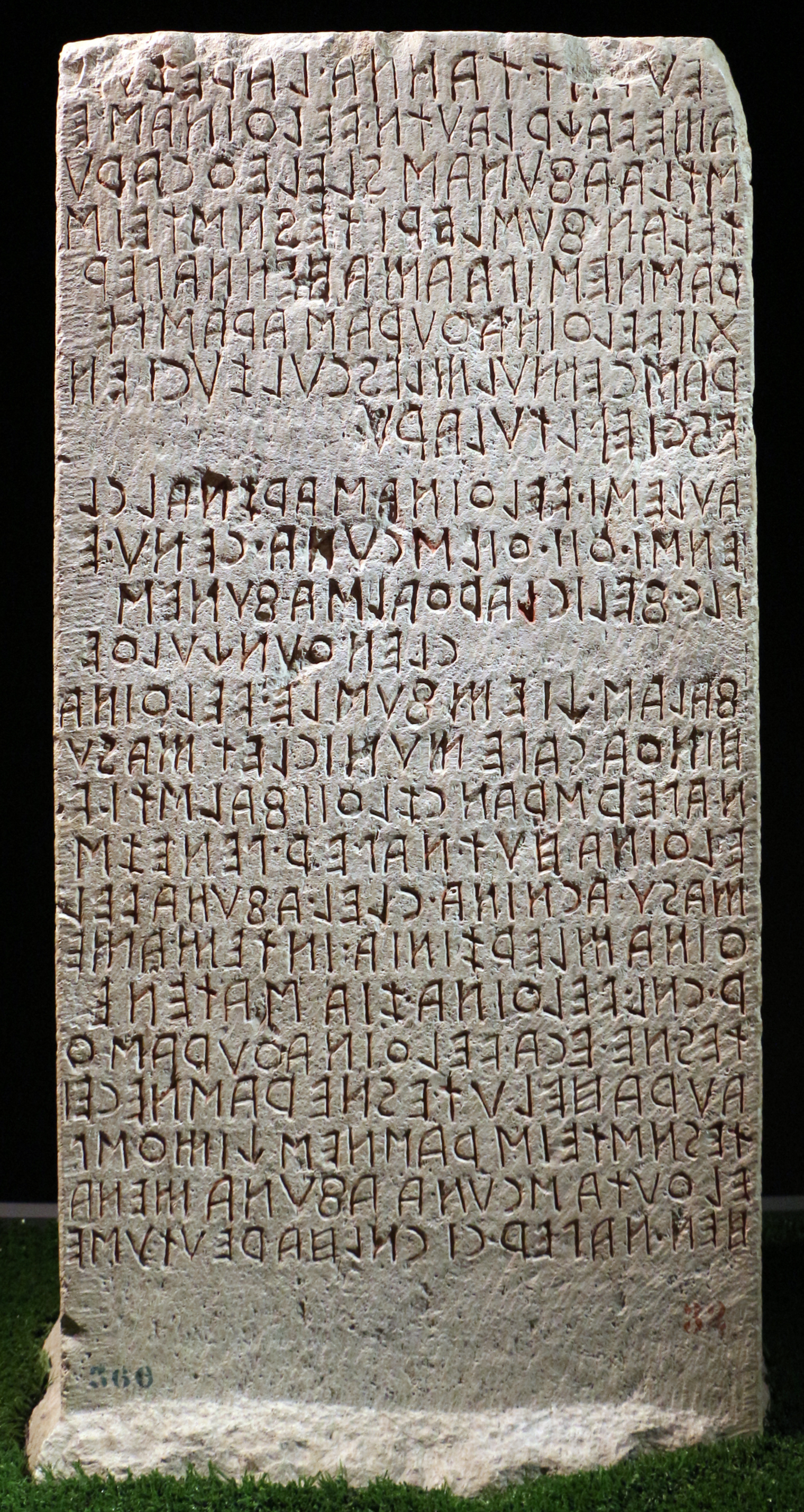
El Cippus Perusinus, una tauleta de pedra inscrita amb 46 línies d'escriptura etrusca prop de Perusa, Itàlia

L'alfabet grec és el progenitor de tots els sistemes d'escriptura que s'utilitzen actualment per escriure les llengües d'Europa. El descendent més estès del grec és l'escriptura llatina, que rep el nom dels llatins, un poble del centre d'Itàlia que va arribar a dominar Europa amb l'auge de Roma. Al voltant del segle V aC., els romans van adoptar l'escriptura de la civilització etrusca, que escrivia en diverses escriptures itàliques derivades de les gregues occidentals. A causa del domini cultural de l'estat romà, les altres escriptures itàliques antigues no han sobreviscut en gran quantitat, i la llengua etrusca s'ha perdut en gran part.